# عرض وجداني
العرض الوجداني (بالإنجليزية: affect display) أو الإظهار العاطفي (بالإنجليزية: affective display) في علم النفس هو العرض الخارجي (إظهار) للحالة الوجدانية. ويمكن أن يكون هذا العرض عن طريق الوجه، والصوت، أو الإيماءات. وعندما يختلف هذا العرض الوجداني عن الحالة الوجدانية الحقيقية الداخلية فيمكن الإشارة إليه علي أنه غير متسق.
يشير العرض الواجداني إلى القوة الدافعة للتعبير الملحوظ عن العاطفة. وبالنسبة للإنسان فإن هذا التعبير أو الشعور الذي يظهره للآخرين من خلال تعابير الوجه والإيماءات اليدوية ونبرة الصوت وغيرها من العلامات العاطفية مثل الضحك أو الدموع، كلها هي جزء من سلسلة من الأحداث الإدراكية الواعية أو اللاواعية. وتختلف العديد من جوانب التعبير بين الثقافات، ويتم عرضها في أشكال مختلفة تتراوح من تعبيرات الوجه السرية إلى الإيماءات الأكثر دراماتيكية.
إظهار الوجدان هو أيضا وجه مهم من وجوه التواصل في المجال الاجتماعي. ويمكن اضفاء صبغة معين علي التواصل الشخصي من خلال إظهار الوجدان.